# Забастовка в Кэмп-Дамп
Забастовка в Кэмп-Дамп прошла с 9 по 12 марта 1882 года на свалочных площадках компании Burlington Railroad в Омахе, штат Небраска. Члены профсоюзов, организовавшие забастовку, были разогнаны ополчением штата, в ходе разгона погиб один бастующий. Это была первая профсоюзная забастовка в Небраске и первые беспорядки в Омахе, получившие широкую огласку.

## Ход событий
Около 75 работников с предприятия по сортировке железнодорожной компании Burlington Railroad устроили пикет на свалочных площадках компании в Омахе. Получавшие по 1,25 доллара за десятичасовой рабочий день, они выдвинули в качестве требования повышение зарплаты до 1,75 доллара и отклонили компромиссное предложение в 1,40 доллара. После шествия по центру Омахи бастующие выстроились в линию у свалки. Сотни работников других отраслей промышленности присоединились к забастовке в знак солидарности.
Губернатор Небраски Альбинус Нэнс призвал ополчение штата Небраска усмирить забастовщиков. 12 марта восемь рот прибыли в Омаху с заявленной целью защиты штрейкбрехеров. Первая католическая церковь города использовалась ополченцами в качестве штаб-квартиры. Вскоре после их прибытия начались беспорядки. Тогда был убит забастовщик по фамилии Армстронг, который попытался приблизиться к ополченцам и был заколот ими.
Пионер Омахи Эрастус Бенсон в этот период был первым лейтенантом роты «Н» Первой национальной гвардии Небраски. После убийства Армстронга он был назначен командиром ополчения Небраски. Также к месту забастовки прибыли солдаты армии США, дислоцированные в форте Омаха, привезя с собой пулемёты Гатлинга и пушку. Считается, что прибытие армии положило конец насилию и забастовке. Ряд лидеров забастовки были арестованы за «нападение с целью убийства» из-за драк, которые вспыхнули между пикетчиками.